# Alim Bajsułtanow
Alim Jusufowicz Bajsułtanow (ros. Алим Юсуфович Байсултанов; ur. 15 maja 1919 we wsi Janikoj w rejonie czegiemskim w Kabardo-Bałkarii, zm. 28 września 1943 w Zatoce Fińskiej) – radziecki lotnik wojskowy, Bohater Związku Radzieckiego (1942).

## Życiorys
Urodził się w bałkarskiej rodzinie chłopskiej. W 1933 skończył szkołę, a w 1937 uczelnię pedagogiczną i aeroklub w Nalczyku, od 1937 służył w Armii Czerwonej jako pilot lotnictwa Marynarki Wojennej. W 1939 ukończył szkołę wojskowo-morską w Jejsku, był pilotem Sił Powietrznych Floty Bałtyckiej, w 1940 uczestniczył w wojnie z Finlandią.
Od czerwca 1941 brał udział w wojnie z Niemcami. Walczył nad Tallinnem i na Półwyspie Hanko, w 1942 został członkiem WKP(b), był zastępcą dowódcy eskadry 4. gwardyjskiego myśliwskiego pułku lotniczego 61. Gwardyjskiej Myśliwskiej Dywizji Lotniczej w składzie Sił Powietrznych Floty Bałtyckiej, do czerwca 1942 wykonał 277 lotów bojowych, w 45 walkach powietrznych strącił osobiście 7 samolotów wroga, a 2 samoloty zniszczył na ziemi. Latem 1943 został skierowany na kursy dowódców eskadry, po ukończeniu których został lotnikiem-inspektorem, następnie zastępcą dowódcy 3. eskadry lotniczej. W walce z fińskim myśliwcem został zestrzelony nad Zatoką Fińską i zginął. Był pierwszym Bałkarem, który został Bohaterem Związku Radzieckiego.

## Odznaczenia
- Złota Gwiazda Bohatera Związku Radzieckiego (23 października 1942)
- Order Lenina (23 października 1942)
- Order Czerwonego Sztandaru (dwukrotnie)

I medale.